# Grossa de Sant Jordi

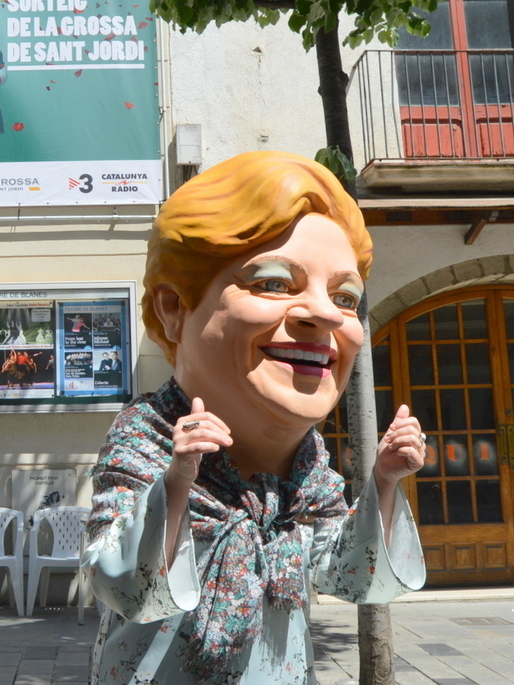
Blanes va apadrinar el primer sorteig de la Grossa de Sant Jordi.

La Grossa de Sant Jordi és una rifa creada per Loteria de Catalunya. Es va iniciar l'any 2017, i el sorteig no se celebrà el 23 d'abril, dia de Sant Jordi, sinó quatre dies després, el 27, fent coincidir la data amb el 30è aniversari de Loteria de Catalunya. De cada un dels 80.000 números que van sortir a sorteig es van llençar 30 bitllets, en lloc dels 85 del sorteig de la Grossa de Cap d'Any. L'estructura dels premis, però, va ser la mateixa.

## Premiats[2]
| Any  | Primer premi | Primer premi       | Primer premi | Segon premi | Segon premi | Tercer premi  | Tercer premi | Quart premi              | Quart premi | Cinquè premi | Cinquè premi |
| Any  | Número       | Sèrie              | Venut a      | Número      | Venut a     | Número        | Venut a      | Número                   | Venut a     | Número       | Venut a      |
| ---- | ------------ | ------------------ | ------------ | ----------- | ----------- | ------------- | ------------ | ------------------------ | ----------- | ------------ | ------------ |
| 2019 | 08.766       | 2                  |              | XX.XX5      |             |               |              |                          |             |              |              |
| 2018 | 46.023       |                    |              | 06.141      |             | 46.958        |              | 58.219                   |             | 61.488       |              |
| 2017 | 51.393       | Barcelona i Girona | 67.555       | Barcelona   | 75.206      | Pont de Suert | 42.518       | Hospitalet del Llobregat | 71.592      | Barcelona    |              |

## Recaptació[3]
| Any  | Recaptació                | Premis Pagats             |
| ---- | ------------------------- | ------------------------- |
| 2017 | Pendent de dades oficials | Pendent de dades oficials |